# Sandro Thorell
Sandro Joakim Pettersson Thorell, född 9 januari 1992 i Stockholm, Sverige., är en svensk låtskrivare och artist.
Sandro Thorell har arbetat med bland andra artister som Markoolio och Dr. Alban, där albumet "Jag är Markoolio" debuterade på en tredjeplats på Sverigetopplistan den 15 juni 2012. Han är även en av upphovsmännen till låten "Insane" med Ka Crash som 2014 (vecka 3) presenterades på DigiListan i Sveriges Radio P3.
År 2018 släppte han sin debutsingel "Drown My Sorrows" som artist tillsammans med artisten och producenten SIANA som blev uppmärksammad i Sveriges Radio P4 Gotland och i regionala tidningar. I juni 2019 släppte han singeln "Strangers" tillsammans med artisten och producenten Ljung. I december 2019 släpptes låten "Photograph" med Ljung och artisten Haneri (Daphne Khoo) där han är en av upphovsmännen. Han skrev även låten "Lost in Yesterday" som släpptes den 8 maj 2020 med Ljung och Lucas Marx, som är son till artisten Richard Marx. Låtarna "Strangers", "Photograph" och "Lost In Yesterday" är verk under distribution av LINC Music/Fifth Island Music som tillhör Sony Music Sverige.